# Новая опера
Моско́вский теа́тр «Но́вая о́пера» и́мени Е. В. Ко́лобова — российский музыкальный театр, созданный в Москве в 1991 году по инициативе советского и российского дирижёра и впоследствии художественного руководителя театра Евгения Колобова (1946—2003) и мэра Москвы Юрия Лужкова. В 2006 году театру присвоено имя его основателя.
Репертуар театра складывается из нескольких линий: русская и западная классика, оригинальные спектакли-дивертисменты, а также опера XX—XXI веков.

## История театра
Театр создан в 1991 году по инициативе дирижёра Евгения Колобова (1946—2003) и мэра Москвы Юрия Лужкова, и вскоре приобрёл славу одного из лучших оперных коллективов России.
В 1981 году Юрий Темирканов пригласил Колобова в Ленинградский государственный академический театр оперы и балета имени С. М. Кирова (ныне — Мариинский театр), затем дирижёр возглавил Московский музыкальный театр имени К. С. Станиславского и Вл. И. Немировича-Данченко. Спектакли «Пират» В. Беллини и «Борис Годунов» М. П. Мусоргского (в первой редакции композитора), поставленные Евгением Колобовым впервые в России, вошли в ряд легендарных. Вскоре дирижёру стали тесны рамки академического театра. Стремясь к созданию своего авторского театра, в котором оперный жанр воспринимался бы как «трамплин для интерпретации», Колобов со своими единомышленниками создаёт Новую Оперу.
С 2006 года театр носит имя своего основателя. Полное название театра: Московский театр «Новая Опера» имени Е.В. Колобова.

## Жанровые направления и спектакли
Театру принадлежат первые в России постановки опер: «Мария Стюарт» Г. Доницетти, «Валли» А. Каталани, «Двое Фоскари» Дж. Верди, «Борис Годунов» М. П. Мусоргского (в первой авторской редакции), «Гамлет» А. Тома, «Каприччио» Р. Штрауса. Также созданы новые театральные жанры: своеобразный творческий портрет известных композиторов и музыкантов («Мария Каллас», «Viva Verdi!», «Viva Puccini!», «Винченцо Беллини», «Рихард Вагнер», «Россини»), театрализованное представление («Bravissimo!», «Всё это — опера!»). Всего в репертуаре театра «Новая опера» более семидесяти произведений оперного и концертного жанров.
В последние годы впервые в Москве поставлены оперы: «Тристан и Изольда» Р. Вагнера, «Пассажирка» М. С. Вайнберга, «Поругание Лукреции» Б. Бриттена, сценическая версия оперы «Пушкин» К. Боярского. Опера «Пряничный домик, или Гензель и Гретель» Э. Хумпердинка появилась на московской сцене впервые за 120 лет, опера «Саломея» Р. Штрауса — впервые за 90 лет. Состоялись мировые премьеры проектов, созданных по заказу театра, — оперы «Школа жён» В. И. Мартынова и «Щелкунчик. Опера» по балету П. И. Чайковского, «Продавец игрушек» А. Шелыгина. Также прошли премьеры опер «Свадьба Фигаро» В. А. Моцарта, «Ромео и Джульетта» и «Фауст» Ш. Гуно, «Богема» и «Мадам Баттерфляй» Дж. Пуччини, «Маддалена» С. С. Прокофьева, «Игроки» Д. Д. Шостаковича, «Лючия ди Ламмермур» Г. Доницетти, «Кармен» Ж. Бизе.
Постоянно звучат оперы в концертном исполнении («Пират» В. Беллини, «Аида», «Ломбардцы в Первом крестовом походе», «Стиффелио», «Сила судьбы» Дж. Верди, «Андре Шенье» У. Джордано, «Русалка» А. Дворжака, «Виндзорские проказницы» О. Николаи, «Проданная невеста» Б. Сметаны, «Марта, или Ричмондская ярмарка» Ф. фон Флотова, «Жизнь за царя» М. И. Глинки и другие).
С декабря 2012 года возобновлена традиция Вечеров в Зеркальном фойе театра. В программе — детские представления, оперы, хоровые сочинения, камерная вокальная и инструментальная музыка.

## Награды
- Почётная грамота Московской городской Думы (21 марта 2001 года) — за большие творческие достижения в развитии музыкального искусства и в связи с 10-летием со дня основания[3]

Спектакли театра Новая Опера удостоены национальной театральной премии «Золотая маска»:
«Евгений Онегин» П. И. Чайковского — «Лучший музыкальный спектакль» (сезон 1996/1997)
«Норма» В. Беллини — Татьяна Печникова, «Опера. Женская роль» (2007)
«Джанни Скикки» Дж. Пуччини — Специальная премия жюри музыкального театра (сезон 2009/10)
«Тристан и Изольда» Р. Вагнера — Ян Латам-Кёниг, «Опера. Работа дирижёра» (сезон 2012/2013)
Диптих «DIDO» — специальная премия жюри за музыкальное решение постановки (сезон 2013/2014)
«Ромео и Джульетта» Ш. Гуно — Андрей Лебедев, «Опера. Работа дирижёра»; Алексей Татаринцев, «Опера. Мужская роль» (роль Ромео), сезон 2014/2015
«Саломея» Р. Штрауса — Этель Иошпа, «Работа художника в музыкальном театре» (сезон 2015/2016)
«Фауст» Ш. Гуно — Евгений Ставинский, «Опера. Мужская роль» (сезон 2016/2017)
Другие награды театра:
«Кошкин дом» П. П. Вальдгардта — дипломы Московского театрального фестиваля детских спектаклей (сезон 2006—2007) в номинациях: «За лучший детский спектакль в музыкальном театре» и «За лучшее сценографическое воплощение спектакля в музыкальном театре».
«Риголетто» Дж. Верди — Российская оперная премия «Casta Diva» в номинации «Событие года» (2000).
Татьяна Печникова — лауреат Российской музыкальной премии «Casta Diva» (2006)
Богдан Волков — лауреат Российской музыкальной премии «Casta Diva» (2019)
«Поругание Лукреции» — Российская оперная премия «Casta Diva» в номинации «Событие года» (2019).
Алексей Татаринцев — лауреат Национальной оперной премии «Онегин» в номинации «Мастер сцены» (роль Рудольфа в спектакле «Богема» Дж. Пуччини, 2016)
Артём Гарнов — обладатель специального приза жюри Национальной оперной премии «Онегин» (Иоканаан, «Саломея» Р. Штрауса, 2016)
Дмитрий Пьянов — лауреат Национальной оперной премии «Онегин» в номинации «Роль второго плана» (Пряничная ведьма, «Пряничный домик, или Гензель и Гретель» Э. Хумпердинка, 2018)
Ян Латам-Кёниг — лауреат Национальной оперной премии «Онегин» в номинации «Музыкальный руководитель» («Поругание Лукреции» Б. Бриттена, «Пушкин» К. Боярского, 2019)
Гаяне Бабаджанян — лауреат Национальной оперной премии «Онегин» в номинации «Дебют (женщины)» (Лукреция, «Поругание Лукреции» Б. Бриттена, 2019)
В 2003 году указом Президента Российской Федерации основатель и художественный руководитель театра Евгений Колобов (посмертно), хормейстер и дирижёр театра Сергей Лысенко, а также главный хормейстер и председатель художественной коллегии театра Наталья Попович удостоены Государственной премии Российской Федерации в области музыкального искусства «за создание Московского театра „Новая опера“».

## Коллектив
В 2003 году ушёл из жизни основатель театра Евгений Колобов. Памяти маэстро был организован Международный фестиваль «Крещенская неделя в Новой Опере» (с 2014 года — Крещенский фестиваль в Новой Опере).
В марте 2006 года главным дирижёром театра стал народный артист СССР Эри Клас. Под его руководством в репертуаре появились спектакли: «Волшебная флейта» В. А. Моцарта (спектакль снят с репертуара в 2013 году), «Любовный напиток» Г. Доницетти, «Севильский цирюльник» Дж. Россини, «Джанни Скикки» Дж. Пуччини (снят с репертуара в 2018), «Летучая мышь» И. Штрауса (снят с репертуара в 2013). С 2013 года Эри Клас — приглашённый дирижёр Новой Оперы.
С 2008 года в работе над постановкой оперы «Лоэнгрин» Р. Вагнера началось сотрудничество с дирижёром из Великобритании Яном Латамом-Кёнигом. С 2008 года Латам-Кёниг — постоянный приглашённый дирижёр театра, с 2011 года — главный дирижёр Новой Оперы, с 2013 по 2020 — председатель художественно-творческой коллегии театра. С 2019 Ян Латам-Кёниг — главный приглашённый дирижёр театра. Музыкальный руководитель и дирижёр спектаклей: «Дитя и волшебство» М. Равеля, «Трубадур» Дж. Верди, «Тристан и Изольда» Р. Вагнера, «Поворот винта» Б. Бриттена, «Свадьба Фигаро» В. А. Моцарта, «Саломея» Р. Штрауса, «Маддалена» С. С. Прокофьева, «Игроки» Д. Д. Шостаковича, «Фауст» Ш. Гуно, «Пассажирка» М. С. Вайнберга, «Лючия ди Ламмермур» Г. Доницетти, «Мадам Баттерфляй» Дж. Пуччини, «Поругание Лукреции» Б. Бриттена, «Пушкин» К. Боярского.
В 2019 году главным дирижёром театра был назначен Народный артист Республики Молдова Александр Самоилэ. Сотрудничество театра с маэстро началось в 2013 году с постановки оперы «Пиковая дама» П. И. Чайковского. Музыкальный руководитель и дирижёр оперы «Кармен» Ж. Бизе. Под управлением Александра Самоилэ прошла российская премьера «Стиффелио» Дж. Верди.
Солисты Новой Оперы — народные артистки России Юлия Абакумовская, Эмма Саркисян, заслуженные артисты России Марат Гареев, Марина Жукова, Елена Свечникова,Татьяна Печникова, Маргарита Некрасова, Владимир Кудашев, Агунда Кулаева — получили почётные звания за годы работы в театре. Молодые солисты, имеющие в театре постоянный ангажемент, являются лауреатами международных конкурсов вокалистов и обладателями престижных театральных наград, таких как «Золотая маска», Casta Diva, «Триумф». Многие солисты театра выступают на лучших оперных сценах России и мира.
После смерти Колобова главными дирижёрами были Феликс Коробов (2004—2006), Эри Клас (2006—2011), Ян Латам-Кёниг (2011—2019, с 2019 — главный приглашённый дирижёр), Александр Самоилэ (2019—2021, с 2021 — дирижёр театра). С августа 2021 года по июль 2022 года пост главного дирижёра — музыкального руководителя театра занимал Валентин Урюпин.
Дирижёры театра — заслуженный артист России Евгений Самойлов, заслуженный артист Республики Татарстан Василий Валитов, Дмитрий Волосников, Валерий Крицков, Андрей Лебедев.
Помимо участия в оперных спектаклях, оркестр выступает на лучших концертных площадках России с симфоническими программами: в Большом зале Московской консерватории, Концертном зале имени П. И. Чайковского, в зале Санкт-Петербургской филармонии. Концертный репертуар оркестра разнообразен: симфонии П. И. Чайковского, Д. Д. Шостаковича, С. В. Рахманинова, Л. ван Бетховена, В.-А. Моцарта, произведения И. Ф. Стравинского, П. Хиндемита, А. Онеггера, Ф. Шопена, Э. Лало, концертные программы с участием солистов театра, хора и приглашённых музыкантов. С самостоятельными гастролями оркестр посетил Испанию (города Сарагоса, Барселона, Корунья, Сан-Себастьян, 1992), Португалию (Порту, 1992), Германию (Карлсруэ, 2006). Совместно с Имперским Русским Балетом оркестр посетил Турцию (Стамбул, 2000), Финляндию (Ежегодный фестиваль балета в Миккели, 2000—2006), Таиланд (Бангкок, 2005). В 2001 году оркестр принял участие в спектаклях Лос-Анджелесской оперной труппы «Дон Жуан» В.-А. Моцарта и «Саломея» Р. Штрауса на Савонлиннском оперном фестивале в Финляндии.
Хор театра — неизменный участник всех спектаклей, коллектив единомышленников-профессионалов. В соответствии с эстетикой театра, хор задействован на всех уровнях постановки. Главным хормейстером театра с момента основания до 2017 года была Народная артистка России Наталья Попович. С 2017 года главный хормейстер театра — Юлия Сенюкова. Большое значение в профессиональном воспитании хорового коллектива придаётся исполнению концертных программ. В последние годы в исполнении хора Новой Оперы звучали: «Страсти по Матфею» И. С. Баха, «Чичестерские псалмы» Л. Бернстайна, «Симфония псалмов» И. Ф. Стравинского, «Реквием» Эндрю Ллойда Уэббера, «Страсти по Луке» К. Пендерецкого (российская премьера) и многие другие произведения. Неотъемлемая часть труппы хора — Камерный хор театра. Важнейшим событием стала премьера спектакля «Чёрное» 18 марта 2014 года. Он вырос из концертного вечера, посвящённого спиричуэлс (духовные песни и гимны афроамериканцев). Жанр постановки режиссёр Алексей Вэйро определил как «представление без представления». «Чёрное» — своеобразная творческая лаборатория для артистов, род хорового театра. Постановка вошла в лонг-лист Российской национальной театральной премии «Золотая Маска» (сезон 2013—2014). Продолжением трилогии об иных людях стали спектакль «Белое», основу которого составила светская музыка эпохи Возрождения (премьера — 6 февраля 2016 года) и хоровая опера Т. Шатковской-Айзенберг «Красное», основанная на народных испанских и сефардских песнях (премьера — 8 июня 2017 года).
Театр сотрудничает с известными мастерами в области театрального искусства для создания спектаклей разных направлений и стилей: это режиссёры Станислав Митин, Сергей Арцибашев, Владимир Васильев, Валерий Белякович, Михаил Ефремов, Алла Сигалова, Роман Виктюк, Юрий Грымов, Андрейс Жагарс, Юрий Александров, Ахим Фрайер, Йосси Вилер и Серджио Морабито, Ральф Лянгбака, К. Хейсканен, Каспер Хольтен, Элайджа Мошински, Геннадий Шапошников; художники Сергей Бархин, Алла Коженкова, Эдуард Кочергин, Эрнст Гейдебрехт, Виктор Герасименко, Мария Данилова, Элеонора Маклакова, Марина Азизян, Юлия Долгорукова, Вячеслав Окунев и другие.
В 1999 году театр принят в Европейское оперное сообщество Opera Europa.

## Руководство
С 1991 по 2003 годы художественным руководителем театра был его основатель Евгений Колобов (1946—2003).
С 2003 по 2012 годы директором театра являлся лауреат Государственной премии РФ С. А. Лысенко.
С 2012 по 2020 год директором театра был Дмитрий Сибирцев.
В ноябре 2020 года директором театра Новая Опера назначен Антон Гетьман.

## Гастрольная карта
Гастрольная карта «Новой оперы»
- Греция (закрытие ежегодного музыкального фестиваля в Одеон Герода Аттика в Афинах юбилейными концертами Микиса Теодоракиса в 2005 году)
- Кипр (на протяжении нескольких лет театр участвует в оперных фестивалях совместно с Марио Франгулисом и Деборой Майерс, а также участвовал в триумфальном концерте, посвящённом приезду на Кипр выдающегося греческого композитора Микиса Теодоракиса в 2005 году)
- Италия (фестиваль «Musicale Umbra» в Перуджи)
- Франция (театр Champs-Élysées, Париж)
- Германия (зал Reithalle, Мюнхен)
- Израиль (Ришон-ле-Цион)
- Финляндия (Савонлиннский оперный фестиваль, концертный зал Куопио, ежегодный фестиваль балета в Миккели)
- США (14 спектаклей «Евгений Онегин» в Martin Beck Theatre на Бродвее, Нью-Йорк)
- Эстония (фестиваль «Birgitta» в Таллине)
- Испания
- Португалия
- Югославия
- Турция
- Таиланд
- Беларусь
- Украина
- Россия